# Iso Vehkalahti
Iso Vehkalahti är en sjö i kommunen Kuopio (före 2017 i Juankoski kommun) i landskapet Norra Savolax i Finland. Sjön ligger 86,4 meter över havet. Den är 24,7 meter djup. Arean är 2,79 kvadratkilometer och strandlinjen är 18,6 kilometer lång. Sjön  ingår i Vuoksens huvudavrinningsområde.   Den ligger omkring 37 kilometer öster om Kuopio och omkring 370 kilometer nordöst om Helsingfors. 
I sjön finns öarna Ahmonsaari och Tikansaari. Öster om Iso Vehkalahti finns Pieni Vehkalahti.